# Wolfgang Kapp
Wolfgang Kapp (24. července 1858 New York – 12. června 1922 Lipsko) byl německý státní úředník, novinář a nacionalista. Je známý především jako vůdce Kappova puče, který se odehrál v březnu 1920.

## Raný život
Kapp se narodil v New Yorku, kde se po neúspěšných evropských revolucích v roce 1848 usadil jeho otec Friedrich Kapp, politický aktivista a pozdější delegát Reichstagu za Národní liberální stranu. V roce 1870 se rodina vrátila do Německa a Kappova školní docházka pokračovala v Berlíně na Gymnaziu Friedricha Wilhelma. Wolfgang Kapp si vzal Margarete Rosenow v roce 1884; manželé měli tři děti. Prostřednictvím rodiny své manželky získal Kapp napojení na politické konzervativní kruhy. V roce 1886 promoval na právnických studií na univerzitě v Tübingenu a byl zaměstnán na ministerstvu financí.

## Politický aktivista
Po běžné úřední kariéře se Kapp stal zakladatelem Zemědělského úvěrového institutu ve východním Prusku, který dosáhl velkého úspěchu při podpoře prosperity vlastníků půdy a farmářů v této provincii. Následně byl v úzkém kontaktu s junkery z východního Pruska a během první světové války se stal jejich hlásnou troubou při útoku na kancléře Bethmanna Hollwega. Kappova brožura s názvem Die Nationalen Kreise und der Reichskanzler vydaná na začátku léta 1916 kritizovala německou zahraniční a domácí politiku za Hollwega. Tato brožura se objevila přibližně ve stejnou dobu jako útoky „Junius Alter“ a vyvolala rozhořčenou odpověď Hollwega v Reichstagu, ve kterém mluvil o „hnusném zneužívání a pomluvách“.
V roce 1917 založil Kapp spolu s Alfredem von Tirpitz Deutsche Vaterlandspartei (Strana vlasti), jejímž se nakrátko stal předsedou. Byl jednou z řady prominentních osobností pravice, včetně generála Ludendorffa a Waldemara Pabsta, kteří v srpnu 1919 založili Nationale Vereinigung (Národní svaz), pravicový think-tank, který vedl kampaň za kontrarevoluci, která měla zavést formu konzervativní militaristické vlády. Nationale Vereinigung však netlačila na obnovu monarchie, císaře poté, co se sklonil před tlakem armády a v listopadu 1918 odešel do exilu v Nizozemsku. V roce 1919, kdy došlo v Německu ke konsolidaci Výmarské republiky, byl Kapp členem Deutschnationale Volkspartei (Německá národní lidová strana).
Porážku Německa v první světové válce považovali nacionalisté jako Kapp za ponížení a zradu. Stal se zastáncem mýtu o bodnutí do zad a vehementním kritikem Versailleské smlouvy. V roce 1919 byl zvolen do Reichstagu jako monarchista.

## Puč
V březnu 1920 byl Hermann Ehrhardt, vůdce Freikorps známého jako Ehrhardt Brigade, pověřen generálem Waltherem von Lüttwitzem (velitelem Reichswehru), aby použil Marine Brigade k dobytí Berlína od výmarské vlády. Výmarská vláda uprchla do Drážďan a poté do Stuttgartu, aby se vyhnula zatčení rebelskými jednotkami Reichswehru.
| „                                | Nebudeme vládnout podle žádné teorie. | “ |
| — Wolfgang Kapp, 13. března 1920 |                                       |   |

Přestože Kapp vyhlásil novou vládu a prozatímní vládu, nedokázal spolu s Lüttwitzem vypočítat nedostatek podpory pro takový převrat. Na stranu pučistů se nepřiklonila většina starého establishmentu, státní správa, odbory a ostatní obyvatelstvo a v důsledku toho vydržel nově vyhlášený stát pouhé dva dny, než byla ze strany SPD svolána generální stávka. Reichswehr pod velením Hanse von Seeckta, nedokázali dodržet svůj ústavní závazek, protože von Seeckt odmítl bránit republikánskou vládu proti vzbouřeným jednotkám Freikorpsu. Výmarský režim zachránila veřejnost pomocí stávky, ale za neúspěchem puče stály i další faktory. Patří mezi ně nedostatek vnější a aktivní podpory ze strany vojenské elity, soudnictví a státní správy, kteří se zdráhali zavázat se k puči od jeho počátku.
Když se státní převrat nezdařil, Kapp uprchl do Švédska. Po dvou letech v exilu se v dubnu 1922 vrátil do Německa, aby se ospravedlnil v procesu u Reichsgerichtu. Zemřel ve vazbě v Lipsku na rakovinu.